# Evinrude (Außenbordmotor)

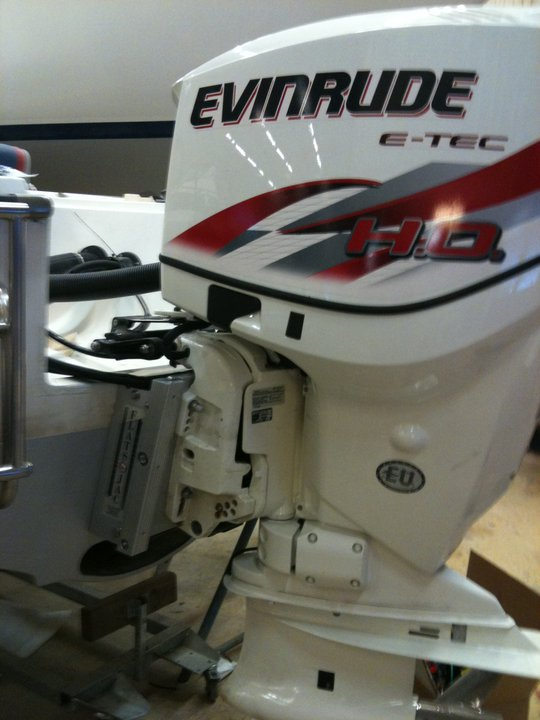
Evinrude-Außenbordmotor

Unter dem Markennamen Evinrude wurden überwiegend in den USA unter wechselnder Firmierung Außenbordmotoren produziert und weltweit verkauft.
Der Name stammt von dem ersten Gründer, Ole Evinrude (1877–1934), einem in Norwegen geborenen Ingenieur und Erfinder.

## Firmengeschichte
1907 entwickelte Ole Evinrude seinen ersten Außenbordmotor und gründete die Firma Evinrude Motor Co. Vier Jahre später verkaufte er 50 Prozent seiner Firmenanteile an den Präsidenten der Meyer Tug Boat Lines Chris Meyer. Das Unternehmen wurde daraufhin in Evinrude Detachable Row Boat Motor Co. umbenannt. 1914 erwarb Chris Meyer die restlichen Anteile von Evinrude.
1928 kaufte der amerikanische Automobilzulieferer Briggs & Stratton das Unternehmen Evinrude. Zu dieser Zeit lag Evinrude mit den Produktionszahlen weit hinter seinem direkten Konkurrenten Johnson. Bereits ein Jahr später schlossen sich die drei Unternehmen Evinrude Motor Company, Lockwood Motor Company und die 1921 von Ole Evinrude gegründete ELTO Outboard Motor Company zur Outboard Motors Corporation, kurz OMC, zusammen. Die produzierten Außenbordmotoren wurden jedoch weiter unverändert unter den drei bekannten Markennamen verkauft.
1934 entwarf erstmals der Produktdesigner Brooks Stevens für Evinrude einen Außenbordmotor. Stevens arbeitete bis in die 1960er Jahre für Evinrude und viele der in diesem Zeitraum entwickelten Produkte stammten aus seiner Feder. 1936 übernahm OMC den Konkurrenten Johnson. Die baugleichen Außenbordmotoren wurden weiter unter den Namen „Evinrude“ und „Johnson“ vertrieben.
OMC expandierte in den folgenden rund fünfzig Jahren kontinuierlich und war 1982 der weltweit größte Hersteller von Außenbordmotoren. 1988 begann das Unternehmen die Entwicklung eines direkteingespritzten 2-Takter-Motors mit Orbital-Lizenzen. 1993 erwarb OMC die Lizenzen des deutschen Direkteinspritzsystems Ficht FFI und 51 Prozent der Unternehmensanteile der Ficht GmbH. Zwei Jahre später produzierte das Unternehmen einen V6-Zweitaktermotor mit dem FFI-Einspritzsystem. Der 110 kW (150 PS) leistende Motor hatte gegenüber einem vergleichbaren herkömmlichen Motor einen um 30 Prozent reduzierten Kraftstoffverbrauch und einen um 80 Prozent geringeren Emissionsausstoß.
2000 meldete OMC die Insolvenz an und wurde ein Jahr später von der kanadischen Firmengruppe Bombardier Inc. übernommen. Die Rechte am Direkteinspritzsystem FFI sicherte sich Bombardier ebenfalls. 2003 wurde der Bereich in die Bombardier Recreational Products ausgegliedert. Die Außenbordmotoren werden seitdem weiter unter dem Namen Evinrude vermarktet. Die Motorenpalette wurde weiter ausgebaut und umfasste 2006 rund 15 Modelle. Die Leistungen der Motoren lagen je nach Modell bei 29 kW (40 PS) bis 184 kW (250 PS).
Seit 2007 erfüllen Evinrude Motoren die Abgasnormen der 2006EPA und des 2008CARB Three star ultra low emission standards und sind damit auf dem Bodensee zugelassen.
Anfang Juni 2020 wurde bekannt, dass die Marke Evinrude aufgegeben wird, die Produktion von Evinrude-Bootsmotoren sei eingestellt.

## Entwicklungen
Von den 1950er bis in die 1960er Jahre entwickelte Evinrude einige bemerkenswerte Boote und Außenbordmotoren, die von Brooks Stevens gestaltet wurden.
- 1956 Sportboot Lark Runabout mit zwei Schalensitzen, zwei Panoramascheiben, „Heckflossen“ aus rostfreiem Stahl mit Positionslampen und zwei einziehbaren Seilen für Wasserski,
- 1957 Erstes rundes Fiberglas-Boot "Fisherman" mit zwei 15-bhp-Außenbordmotoren, Anzeigen für die Tiefenbestimmung, Radar und kreisförmiger Anordnung der Sitzplätze zum Fischen,
- 1958 Evinrude-Boot für sechs Personen und einem zum Fischen zu öffnenden Cockpit,
- 1959 Evinrude "Show Boat", einem verkleinerten Nachbau eines Mississippi-Raddampfers,
- 1960 Flugfähiger Prototyp "Helibout" mit 75 bhp-Evinrude-Aussenbordmotor und Helikopterantrieb,
- 1961 Katamaran "Housefloat" in Modulbauweise mit 1–2 Kabinen und 2–3 Auslegern,
- 1962 Flugfähiger Prototyp "Jetstream" mit 75 bhp-Evinrude-Aussenbordmotor und Helikopterantrieb,
- 1964 Evinrude "Lakester",
- 1964 Evinrude-Schnellboot mit Wankelmotor,
- 1965 Wassertauglicher Heißluftballon "Ballon-Abou" mit 7,5-bhp-Außenbordmotor.

## Motoren
Evinrude baute stets Zweitaktmotoren. Nach den Regeln der europäischen „Sportbootrichtlinie“ und in den USA der „EPA“ müssen neue Bootsmotoren u. a. bestimmte Abgasgrenzwerte einhalten. Dies ist bei 2-Taktmotoren mit herkömmlicher Vergaser-Technik nicht möglich. Evinrude verwendete zur Unterschreitung dieser Grenzwerte das Direkteinspritzsystem der deutschen Firma Provenion (bis 2000 Fa. Ficht, Provenion seit 2017 insolvent). Seit seiner Markteinführung 1995 wurde das System konsequent weiterentwickelt und war lange unter der Bezeichnung „E-TEC“ marktführend, sowohl in der Stückzahl, als auch in der Emissionsreduzierung. Bis zur Produktionseinstellung waren alle Evinrude Motoren Zweitakter mit „E-TEC“-Direkteinspritzung.
Motorenprogramm 2015
- 2-Zylinder-Reihenmotoren mit 19/22/30/37/45 kW (25/30/40/50/60 PS)
- 3-Zylinder-Reihenmotoren mit 56/67 kW (75/90 PS)
- 4-Zylinder-V-Motoren (60°) mit 86/96 kW (115/130 PS)
- 6-Zylinder-V-Motoren (60°) mit 110/129/147/165/184/221 kW (150/175/200/225/250/300 PS)
- 6-Zylinder-V-Motoren (90°) mit 66/85/147/165/184 kW (90/115/200/225/250 PS)
- E-TEC G2 - 6-Zylinder-V-Motoren (74°) mit 147/165/184/221 kW (200/225/250/300 PS)